# Старые Мертли
Старые Мертли (чув. Кивӗ Мертлӗ) — село в Буинском районе Татарстана. Входит в состав Кошки-Шемякинского сельского поселения.

## География
Находится в юго-западной части Татарстана на расстоянии приблизительно 19 км на юг по прямой от районного центра города Буинск.

## История
Основано в XVII веке. В письменных источниках упоминается с 1879 года.

## Население
Постоянных жителей насчитывалось: в 1879 — 378 человек (с деревней Чабры Горы), в 1897 — 517, в 1911 — 677, в 1989 — 373. Постоянное население составляло 315 человек (чуваши 99 %) в 2002 году, 263 — в 2010.